# 빈스 롬바디 트로피

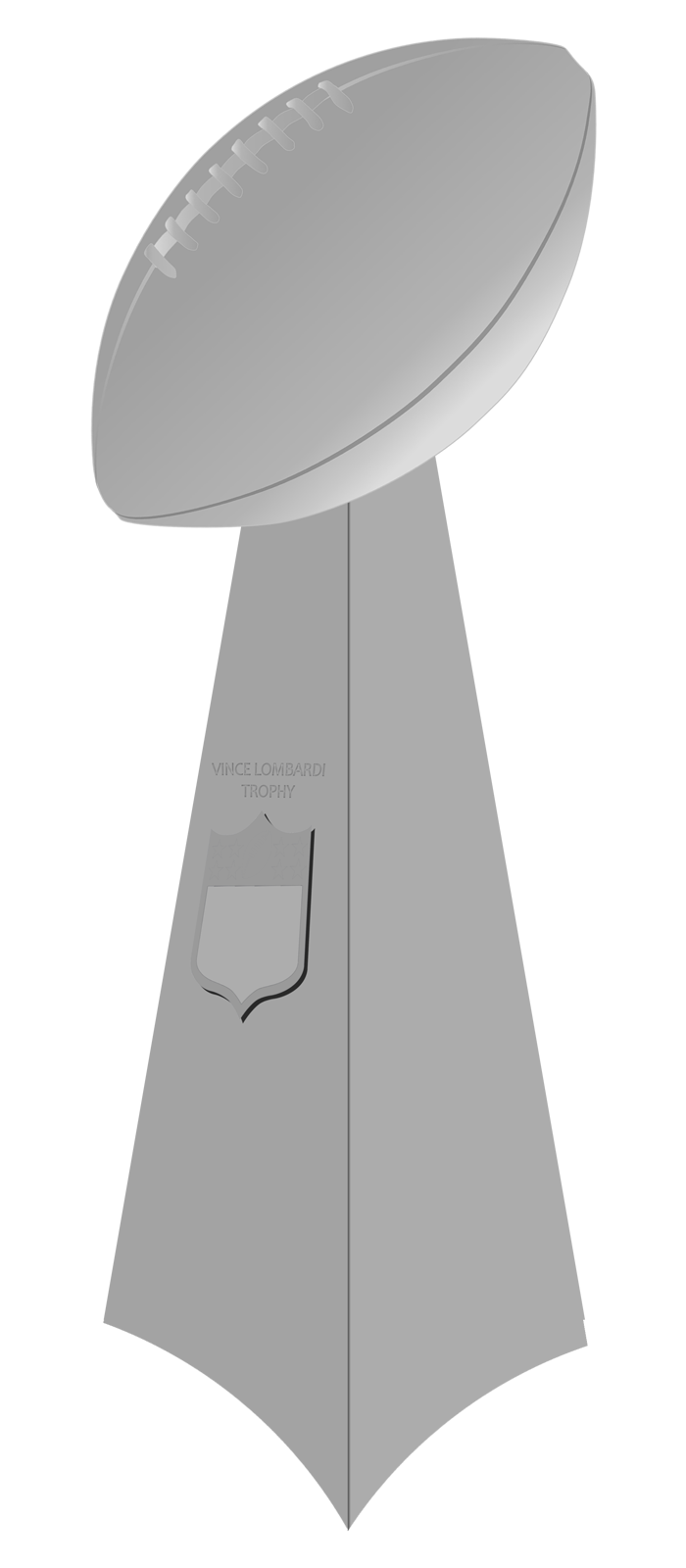

빈스 롬바디 트로피(영어: Vince Lombardi Trophy)는 내셔널 풋볼 리그(NFL)의 우승 결정전인 슈퍼 볼의 우승팀에게 주어지는 트로피이다. 1967년 AFL-NFL 월드 챔피언십 게임에서 사용되며, 명칭은  첫 번째 우승팀인 그린 베이 패커스의 감독이었던 빈스 롬바디에서 유래하였다.